# Castelnovo Bariano
Castelnovo Bariano é uma comuna italiana da região do Vêneto, província de Rovigo, com cerca de 3.052 habitantes. Estende-se por uma área de 37 km², tendo uma densidade populacional de 82 hab/km². Faz fronteira com Bergantino, Carbonara di Po (MN), Castelmassa, Ceneselli, Giacciano con Baruchella, Legnago (VR), Sermide (MN), Villa Bartolomea (VR).

## Demografia
| Variação demográfica do município entre 1861 e 2011                               |
|                                                                                   |
| Fonte: Istituto Nazionale di Statistica (ISTAT) - Elaboração gráfica da Wikipedia |